# Mattia Zaccagni
Mattia Zaccagni (Cesena, Italia, 16 de junio de 1995) es un futbolista italiano que juega de centrocampista en la S. S. Lazio de la Serie A.

## Selección nacional
Fue convocado con la selección de fútbol de Italia en 2020, pero no llegó a debutar. Para estrenarse tuvo que esperar al 29 de marzo de 2022 en un amistoso ante Turquía.
El 24 de junio de 2024 marcó su primer gol como internacional. Este fue en la Eurocopa 2024 y sirvió para empatar en el minuto 98 frente a Croacia y garantizar así la clasificación para los octavos de final como segundos de grupo.

### Participaciones en Eurocopas
| Copa          | Sede     | Resultado        | Partidos | Goles |
| ------------- | -------- | ---------------- | -------- | ----- |
| Eurocopa 2024 | Alemania | Octavos de final | 3        | 1     |

## Estadísticas

### Clubes
Actualizado al último partido disputado el 7 de noviembre de 2024.
| Club                         | Div.          | Temporada     | Liga  | Liga  | Liga   | Copas nacionales | Copas nacionales | Copas nacionales | Copas internacionales | Copas internacionales | Copas internacionales | Total | Total | Total  |
| Club                         | Div.          | Temporada     | Part. | Goles | Asist. | Part.            | Goles            | Asist.           | Part.                 | Goles                 | Asist.                | Part. | Goles | Asist. |
| ---------------------------- | ------------- | ------------- | ----- | ----- | ------ | ---------------- | ---------------- | ---------------- | --------------------- | --------------------- | --------------------- | ----- | ----- | ------ |
| A. C. Bellaria Igea · Italia | 4.ª           | 2012-13       | 6     | 0     | 0      | 0                | 0                | 0                | —                     | —                     | —                     | 6     | 0     | 0      |
| A. C. Bellaria Igea · Italia | Total club    | Total club    | 6     | 0     | 0      | 0                | 0                | 0                | 0                     | 0                     | 0                     | 6     | 0     | 0      |
| Venezia F. C. · Italia       | 1.ª           | 2014-15       | 33    | 1     | 4      | 2                | 0                | 0                | —                     | —                     | —                     | 35    | 1     | 4      |
| Venezia F. C. · Italia       | Total club    | Total club    | 33    | 1     | 4      | 2                | 0                | 0                | 0                     | 0                     | 0                     | 35    | 1     | 4      |
| Hellas Verona F. C. · Italia | 1.ª           | 2015-16       | 3     | 0     | 0      | 1                | 0                | 0                | —                     | —                     | —                     | 4     | 0     | 0      |
| A. S. Cittadella · Italia    | 3.ª           | 2015-16       | 12    | 0     | 3      | 2                | 1                | 0                | —                     | —                     | —                     | 14    | 1     | 3      |
| A. S. Cittadella · Italia    | Total club    | Total club    | 12    | 0     | 3      | 2                | 1                | 0                | 0                     | 0                     | 0                     | 14    | 1     | 3      |
| Hellas Verona F. C. · Italia | 2.ª           | 2016-17       | 26    | 2     | 2      | 1                | 0                | 0                | —                     | —                     | —                     | 27    | 2     | 2      |
| Hellas Verona F. C. · Italia | 1.ª           | 2017-18       | 6     | 0     | 0      | 1                | 0                | 0                | —                     | —                     | —                     | 7     | 0     | 0      |
| Hellas Verona F. C. · Italia | 2.ª           | 2018-19       | 32    | 4     | 1      | 2                | 0                | 0                | —                     | —                     | —                     | 34    | 4     | 1      |
| Hellas Verona F. C. · Italia | 1.ª           | 2019-20       | 34    | 2     | 5      | 1                | 0                | 0                | —                     | —                     | —                     | 35    | 2     | 5      |
| Hellas Verona F. C. · Italia | 1.ª           | 2020-21       | 36    | 5     | 5      | 1                | 0                | 0                | —                     | —                     | —                     | 37    | 5     | 5      |
| Hellas Verona F. C. · Italia | 1.ª           | 2021-22       | 2     | 2     | 0      | 1                | 0                | 0                | —                     | —                     | —                     | 3     | 2     | 0      |
| Hellas Verona F. C. · Italia | Total club    | Total club    | 139   | 15    | 13     | 8                | 0                | 0                | 0                     | 0                     | 0                     | 147   | 15    | 13     |
| S. S. Lazio · Italia         | 1.ª           | 2021-22       | 29    | 4     | 5      | 2                | 0                | 0                | 5                     | 1                     | 0                     | 36    | 5     | 5      |
| S. S. Lazio · Italia         | 1.ª           | 2022-23       | 35    | 10    | 6      | 2                | 0                | 0                | 8                     | 0                     | 3                     | 45    | 10    | 9      |
| S. S. Lazio · Italia         | 1.ª           | 2023-24       | 28    | 6     | 1      | 2                | 1                | 0                | 6                     | 0                     | 0                     | 36    | 7     | 1      |
| S. S. Lazio · Italia         | 1.ª           | 2024-25       | 9     | 3     | 2      | 0                | 0                | 0                | 4                     | 1                     | 0                     | 13    | 4     | 2      |
| S. S. Lazio · Italia         | Total club    | Total club    | 101   | 23    | 14     | 6                | 1                | 0                | 23                    | 2                     | 3                     | 130   | 26    | 17     |
| Total carrera                | Total carrera | Total carrera | 291   | 39    | 34     | 18               | 2                | 0                | 23                    | 2                     | 3                     | 332   | 43    | 37     |